# Herb Lwówka
Herb Lwówka – jeden z symboli miasta Lwówek i gminy Lwówek w postaci herbu określony w Statucie Gminy 30 września 2009.

## Wygląd i symbolika
Herb przedstawia wizerunek złotego lwa na błękitnej tarczy herbowej. Lew ma wzniesione łapy i ogon i jest zwrócony (heraldycznie) w prawą stronę. Jego pazury i język są barwy czerwonej.
Jest to herb mówiący, którego symbolika nawiązuje do nazwy miasta.